# Alvin Sanders
Alvin Sanders, né le 16 mars 1952, est un acteur américain. Il réside à Vancouver, au Canada, et est membre du conseil exécutif de l'Union des artistes interprètes de Colombie-Britannique (UBCP).

## Biographie
Né en 1952 à Oakland en Californie, Alvin Sanders a commencé à jouer au théâtre lors de ses années d'études au lycée entre 1967 et 1970. Il joue ainsi avec la compagnie du Seattle Repertory Theatre (en) qui permet à de jeunes étudiants de jouer sur scène et d'apprendre le métier de comédien. Il y rencontrera des professionnels qui l'encourageront dans cette carrière.
En mai 1984, il part jouer une pièce à Barkerville, en Colombie-Britannique au Canada. Il y restera et s'installera à Vancouver après avoir épousé la régisseuse du spectacle au mois de novembre de la même année. Il obtient ainsi la double nationalité canadien-américain.
Sanders devient membre du conseil exécutif de l'Union des artistes interprètes de Colombie-Britannique (UBCP) en 2001 puis son président en 2011. Il a également été le vice-président de l'ACTRA pendant sept ans, entre 2011 et 2018.
En 2018, il passe une audition pour jouer le rôle du Principal Weatherbee dans la série Riverdale. Il sera finalement retenu pour jouer le rôle de Pop Tate.

## Filmographie

### Assistant
- 1990 : Capitain N (Captain N: The Game Master) : assistant d'enregistrement
- 1991 : Sugar and Spice: Heidi[3] : réalisateur adjoint
- 1991 : Sugar & Spice: Alice in Wonderland [4] : réalisateur adjoint

### Cinéma
- 1991 : Entre père et fils (Our Shining Moment) : M. Rahill
- 1997 : Dragon Ball Z : Le Combat fratricide (Dragon Ball Z: The Tree of Might) : Cacao
- 1998 : The Baby Dance : agent de sécurité
- 2000 : Grandeur nature (Life-Size) : garde
- 2000 : Roméo Doit Mourir (Romeo Must Die) : Calvin le coiffeur
- 2001 : Comme chiens et chats (Cats & Dogs) : employé Mason
- 2002 : Une question de courage (Door to Door) : cireur de chaussures
- 2003 : Stealing Christmas (en) : cuisinier au café de Dave
- 2007 : Hot Rod : patron furieux
- 2014 : Santa Hunters (en) : grand-père
- 2017 : Escale à trois (The Layover) de William H. Macy : pilote de la montgolfière
- 2020 : Coup de foudre garanti (Love, Guaranteed) de Mark Steven Johnson : Jérôme

### Télévision

#### Séries télévisées
- 1989-1990 : MacGyver :
  - Ryan (saison 4, épisode 7 "Morts programmées")
  - Diano (saison 5, épisode 8 "La piste des rhinocéros")
  - Charles (saison 6, épisode 6 "Un cours sur le mal")
- 1993 : X-Files: Aux frontières du réel (The X-Files) : Shériff Jason Wright ("F. Emasculata")
- 1995 : X-Files: Aux frontières du réel (The X-Files) : Chauffeur de bus ("Fallen Angel")
- 1999 : Stargate SG-1 : Fred ("Holiday")
- 2001 : Smallville : Dale Ross (saison 1, épisode 1)
- 2002 : Dead Zone : Principal Pelson
- 2005 : Smallville : Dr. Klein (saison 4, épisode 14)
- 2006 : Supernatural : Jimmy Anderson (saison 1, épisode 13)
- 2010 : Human Target : Lowell (1 épisode)
- 2018 - présent : Riverdale : Pop Tate
- 2019 : The Twilight Zone: La quatrième dimension : Tommy (saison 1, épisode 5)
- 2019 : Superbook : Dr. Marshall (saison 4, épisode 13)
- 2019 : Hospital Show : Dr. Richardson (saison 1, épisodes 8 et 9)

#### Téléfilms
- 2009 : Une Famille dans la tempête (Courage) de George Erschbamer : Shérif Crawford
- 2011 : Iron Invader de Paul Ziller : médecin légiste
- 2015 : La Boutique des secrets : La Robe de la Mariée (The Wedding Dress) : Père Clark
- 2017 : Un Noël traditionnel (Christmas Getaway) de Mel Damski : Hal
- 2018 : Coup de foudre et gourmandises (Falling for You) de Peter DeLuise : Pete Taves
- 2018 : La Surprise de Noël (Road to Christmas) d'Allan Harmon : Matt
- 2018 : Des Révélations pour Noël (Marrying Father Christmas) de David Winning : Pasteur Eric Whalen
- 2019 : Mystery 101 de Blair Hayes : Professeur Miller
- 2019 : Coup de foudre & chocolat (Easter Under Wraps) de Gary Yates : Grant Purdy
- 2019 : A Taste of Summer de Peter DeLuise : Danny
- 2019 : A Family Christmas Gift de Kevin Fair : Révérend Williams
- 2019 : La fiancée de Noël (Christmas on My Mind) de Maclain Nelson : Alex Miles
- 2019 : La Boutique des secrets : Crimes aux enchères (Searched and seized) : Leon Ames
- 2020 : Moi, Kamiyah, enlevée à la naissance (Stolen by My Mother: The Kamiyah Mobley Story) de Jeffrey W. Byrd
- 2020 : Christmas on the Vine de Paul A. Kaufman : Mr. Anderson
- 2020 : The Christmas Doctor de Kevin Fair : le maire

### Doublage
- 1990 : Camp Candy (en) : voix supplémentaires dans la saison 2
- 1990 : Capitain N (Captain N: The Game Master) : voix supplémentaires
- 1990-1991 : He-man, le héros du futur (The New Adventures of He-Man) : Flogg, Tuskador
- 1990-1992 : G.I. Joe : Héros sans frontières (G.I. Joe: A Real American Hero) : Static Line, Stretcher
- 1992 : Battletoads
- 1993-1994 : Double Dragon : Countdown, Blaster
- 1994 : Exosquad (en) : Avery F. Butler
- 1994 : Street Sharks : Les Requins de la ville (Street Sharks) : Voix supplémentaires
- 1994-1996 : Hurricanes : Voix supplémentaires
- 1995 : Rock amis (Littlest Pet Shop) : Voix supplémentaires
- 1995 : Skysurfer Strike Force (en) : Cybron, Nate James/Air Enforcer
- 1996 : Vision d'Escaflowne (The Vision of Escaflowne) : voix supplémentaires
- 1996-2003 : Dragon Ball Z : Mr Popo, voix supplémentaires
- 1997 : Mummies Alive! (en) : Voix supplémentaire
- 1997 : The Puzzle Club Christmas Mystery (court métrage)
- 1998 : RoboCop: Alpha Commando : Voix supplémentaires
- 1999 : Master Keaton : Eugen Hart
- 1999 : Night Warriors: Darkstalkers' Revenge (en) : Jon Talbain
- 1999-2001 : Sherlock Holmes au XXIIe Siècle (Sherlock Holmes in the 22nd Century) : Voix supplémentaires
- 2000-2003 : InuYasha : Manten
- 2001-2002 : X-Men Evolution : Mirambo, M. Sefton
- 2002 : Transformers: Armada (Super Living-Robot Transformer The Legend of Micron - Transformers: Micron Legend) : Demolishor
- 2003 : Gadget et les Gadgetinis (Gadget and the Gadgetinis) : Général Sir
- 2004 : Transformers: Energon : Demolishor
- 2005 : Classe des Titans (Class of the Titans) : David Johnson
- 2005 : Krypto le superchien (Krypto the Superdog) : Voix supplémentaires
- 2007 : Les Quatre Fantastiques (Fantastic Four : World's Greatest Heroes) : Puppet Master
- 2014 : My Little Pony : Les amies, c'est magique (My Little Pony: Friendship Is Magic) : Flutterguy (dans "Filli Vanilli" : saison 4, épisode 14)

## Distinctions

### Récompenses
- 1990-1991 : Jessie Award (en) du « Outstanding Supporting Performance by an Actor in a Musical or Revue » pour son rôle dans la pièce de théâtre The Colored Museum[5].
- 1991-1992 : Jessie Award du « Outstanding Performance » (litt. Performance exceptionnelle) pour son rôle dans la pièce Driving Miss Daisy[5].
- 1999-2000 : Jessie Award du « Outstanding Performance » pour son rôle dans la pièce Of Mice and Men[5].
- 2020 : John Juliani Award of Excellence[6]

## Voix francophones
Pour les versions françaises, Jean-Luc Atlan est la voix régulière d'Alvin Sanders, le doublant dans les téléfilms Iron Invader, Coup de foudre et gourmandises, Coup de foudre et chocolat, Saveurs d'été, Moi Kamiyah, enlevée à la naissance mais aussi dans Riverdale et Chesapeake Shores. En parallèle, Thierry Desroses l'a doublé à deux reprises, dans Escale à trois et Coup de foudre garanti tout comme Jean-Bernard Guillard dans Rapid Fire et La Boutique des secrets : Crime aux enchères.
D'autres comédiens lui prêtent leur voix comme Benoît Allemane dans Une famille dans la tempête, Richard Leblond dans la série Human Target : La Cible, Pascal Casanova dans Un Noël traditionnel, Achille Orsoni dans La Surprise de Noël, Jean-Paul Pitolin dans La Diva de Noël et Philippe Dumond dans Resident Alien.